# Výžerky
Výžerky jsou obec ležící v okrese Praha-východ ve Středočeském kraji. Rozkládají se 35 kilometrů jihovýchodně od centra Prahy a šestnáct kilometrů východně od města Říčany. Žije zde 186 obyvatel a jejich katastrální území má rozlohu 656 ha. Východním okrajem obce protéká Nučický potok, který je pravostranným přítokem řeky Sázavy.

## Historie
První písemná zmínka o obci pochází z roku 1339.

## Obyvatelstvo
| Rok            | 1869 | 1880 | 1890 | 1900 | 1910 | 1921 | 1930 | 1950 | 1961 | 1970 | 1980 | 1991 | 2001 | 2011 | 2021 |
| -------------- | ---- | ---- | ---- | ---- | ---- | ---- | ---- | ---- | ---- | ---- | ---- | ---- | ---- | ---- | ---- |
| Počet obyvatel | 226  | 258  | 286  | 290  | 286  | 303  | 260  | 176  | 213  | 171  | 145  | 108  | 97   | 144  | 192  |
| Počet domů     | 42   | 43   | 53   | 51   | 49   | 48   | 56   | 63   | 63   | 54   | 47   | 70   | 70   | 75   | 86   |

## Obecní správa

### Územněsprávní začlenění
Dějiny územněsprávního začleňování zahrnují období od roku 1850 do současnosti. V chronologickém přehledu je uvedena územně administrativní příslušnost obce v roce, kdy ke změně došlo:
- 1850 země česká, kraj Pardubice, politický i soudní okres Černý Kostelec[6]
- 1855 země česká, kraj Praha, soudní okres Černý Kostelec[6]
- 1868 země česká, politický okres Český Brod, soudní okres Černý Kostelec[6]
- 1869 země česká, politický okres Český Brod, soudní okres Černý Kostelec, obec Oplany[7]
- 1880 země česká, politický okres Český Brod, soudní okres Černý Kostelec[7]
- 1939 země česká, Oberlandrat Kolín, politický okres Český Brod, soudní okres Kostelec nad Černými lesy[8]
- 1942 země česká, Oberlandrat Praha, politický okres Český Brod, soudní okres Kostelec nad Černými lesy[9]
- 1945 země česká, správní okres Český Brod, soudní okres Kostelec nad Černými lesy[10]
- 1949 Pražský kraj, okres Český Brod[11]
- 1960 Středočeský kraj, okres Kolín[12]
- 1961 Středočeský kraj, okres Kolín, obec Nučice[7]
- k 24. listopadu 1990 Středočeský kraj, okres Kolín[7]
- k 1. lednu 2007 Středočeský kraj, okres Praha-východ[13]

### Obecní symboly
Znak a vlajka byly obci uděleny rozhodnutím předsedy Poslanecké sněmovny Parlamentu České republiky dne 21. června 2018.

## Doprava
Dopravní síť
- Pozemní komunikace – Obcí prochází silnice III. třídy. Ve vzdálenosti 3 km vede silnice II/108 Český Brod - Kostelec nad Černými lesy - Stříbrná Skalice, ve vzdálenosti 4 km lze najet na silnici I/2 z Prahy do Kutné Hory.

- Železnice – Železniční trať ani stanice na území obce nejsou.

Veřejná doprava
- Autobusová doprava v obci je zapojena do Pražské intengrované dopravy, a to linkami 387 (Praha, Háje - Uhlířské Janovice, Náměstí) a 654 (Kostelec n. Č. l., Náměstí - Stříbrná Skalice, Náměstí). V obci se nachází dvě autobusové zastávky – „Výžerky“ a „Výžerky, Rozc.“

## Pamětihodnosti
V katastru obce Výžerky, na rozcestí silnice do Oplan a cesty ke skalické myslivně, se nachází jubilejní pamětní kámen osazený ke čtyřicátému výročí panování lichtenštejnského knížete Jana II. Kámen je opatřen českým nápisem, který byl doplněn k padesátému výročí panování.

## Další fotografie

Výžerky
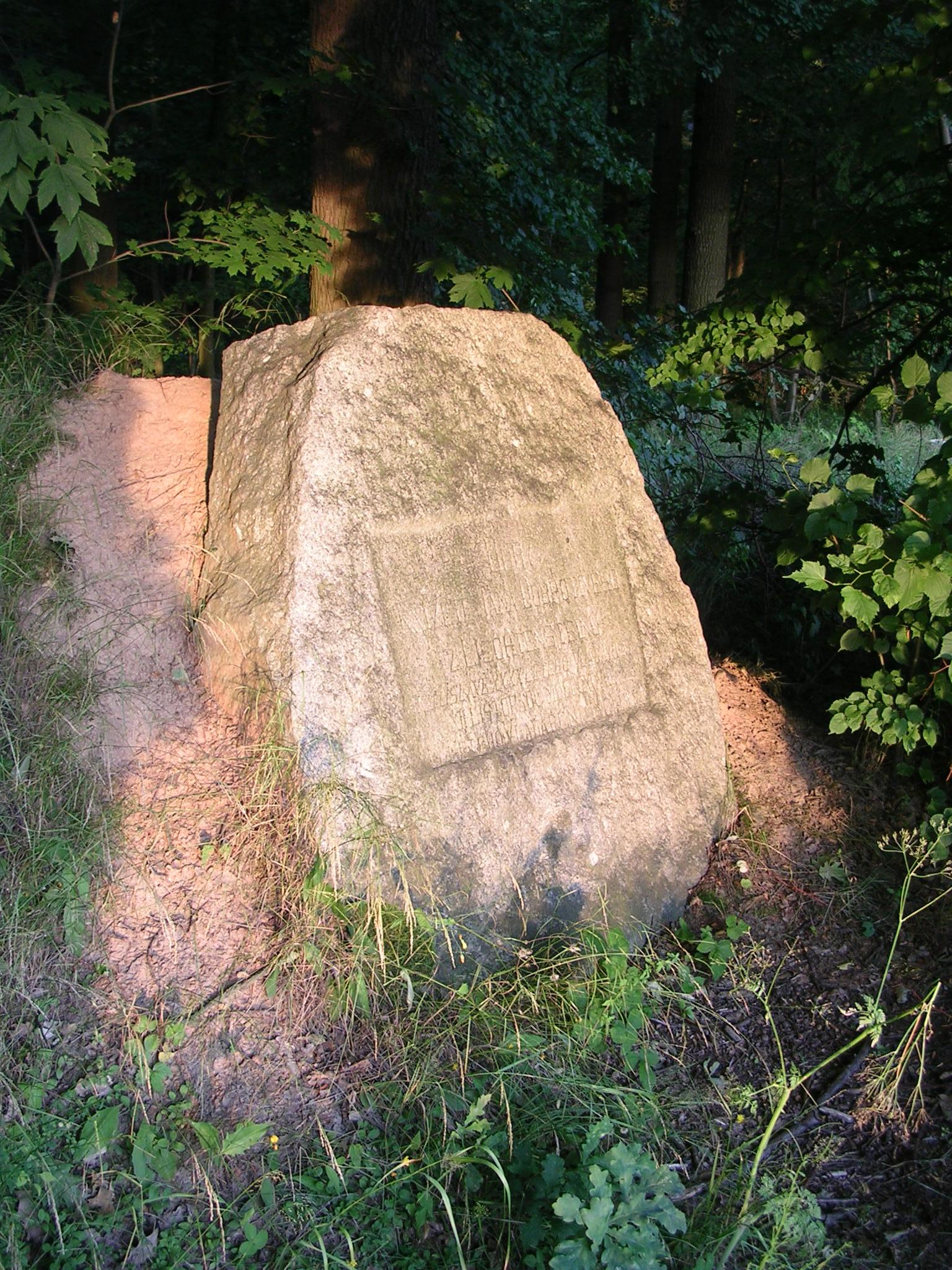
Jubilejní kámen
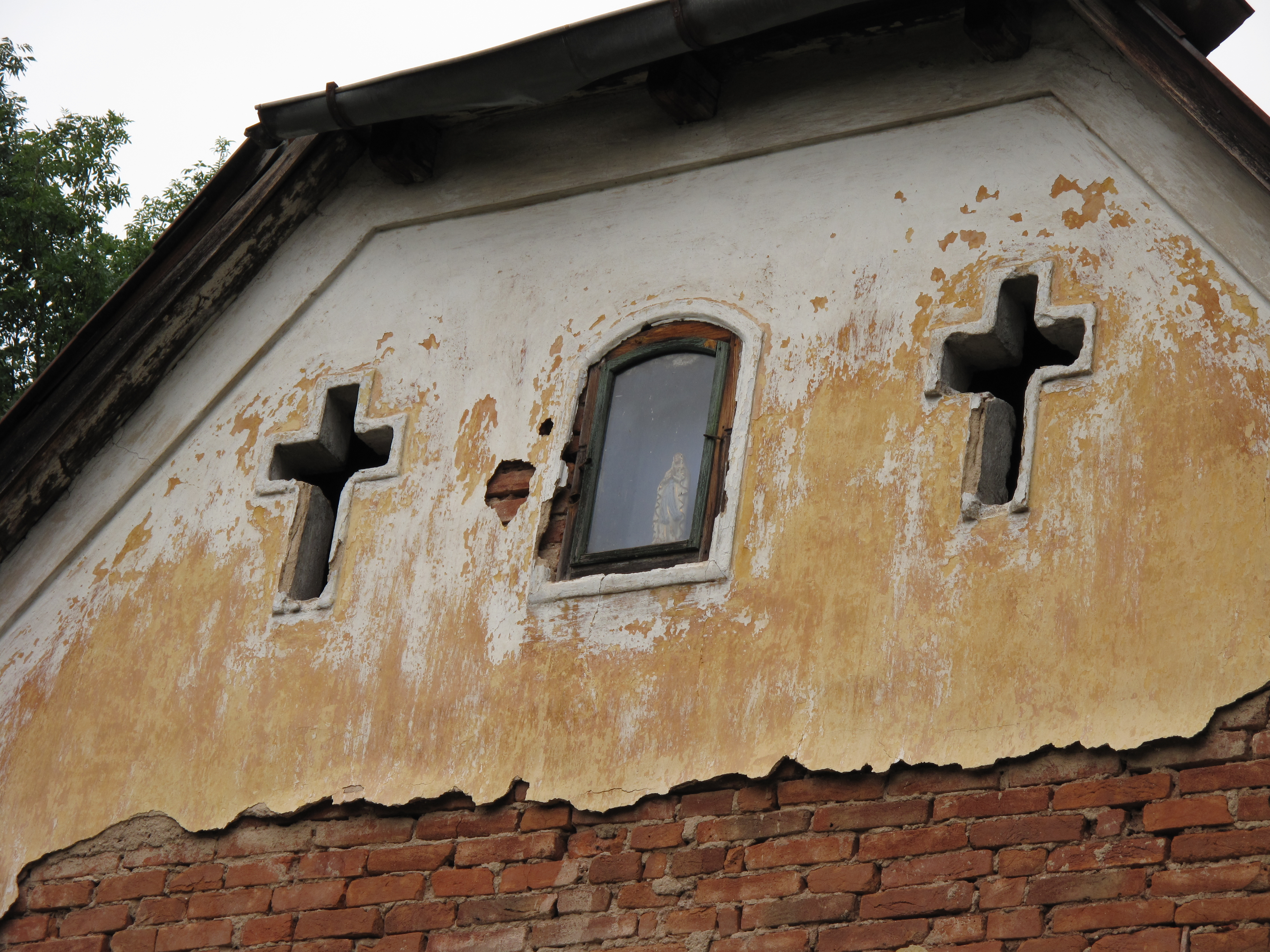
Štít domu
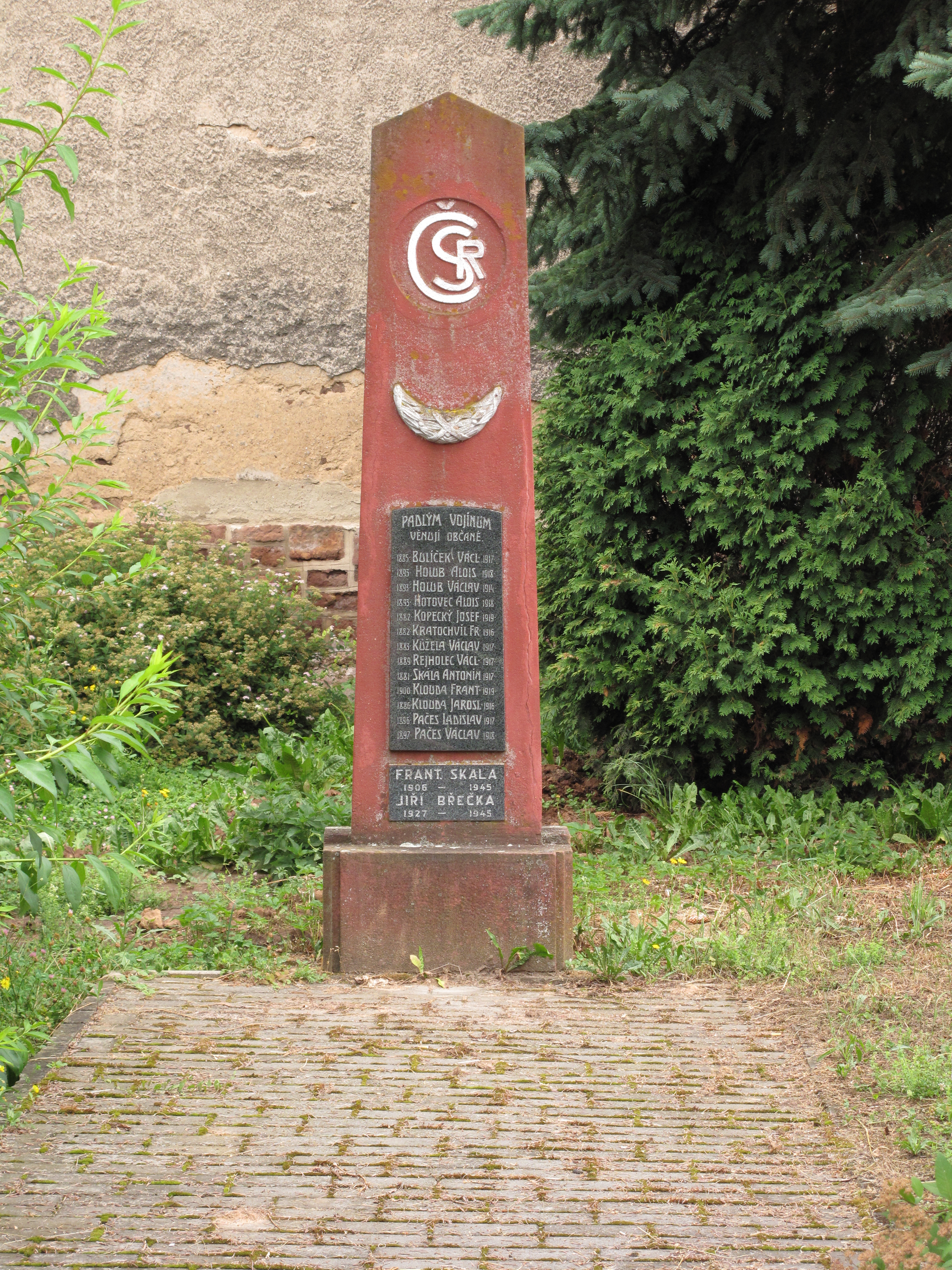
Pomník padlým v první světové válce
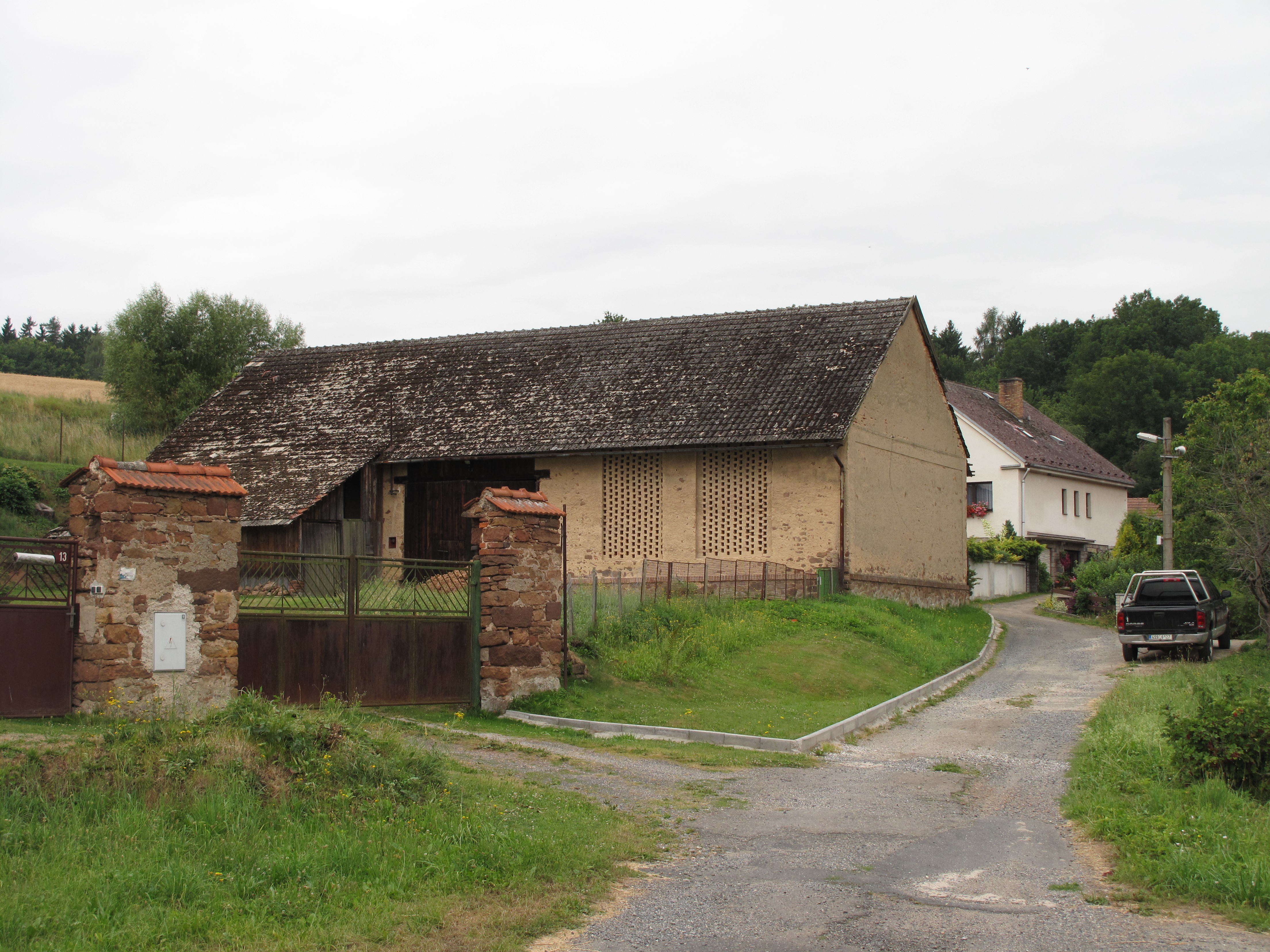
Stodola
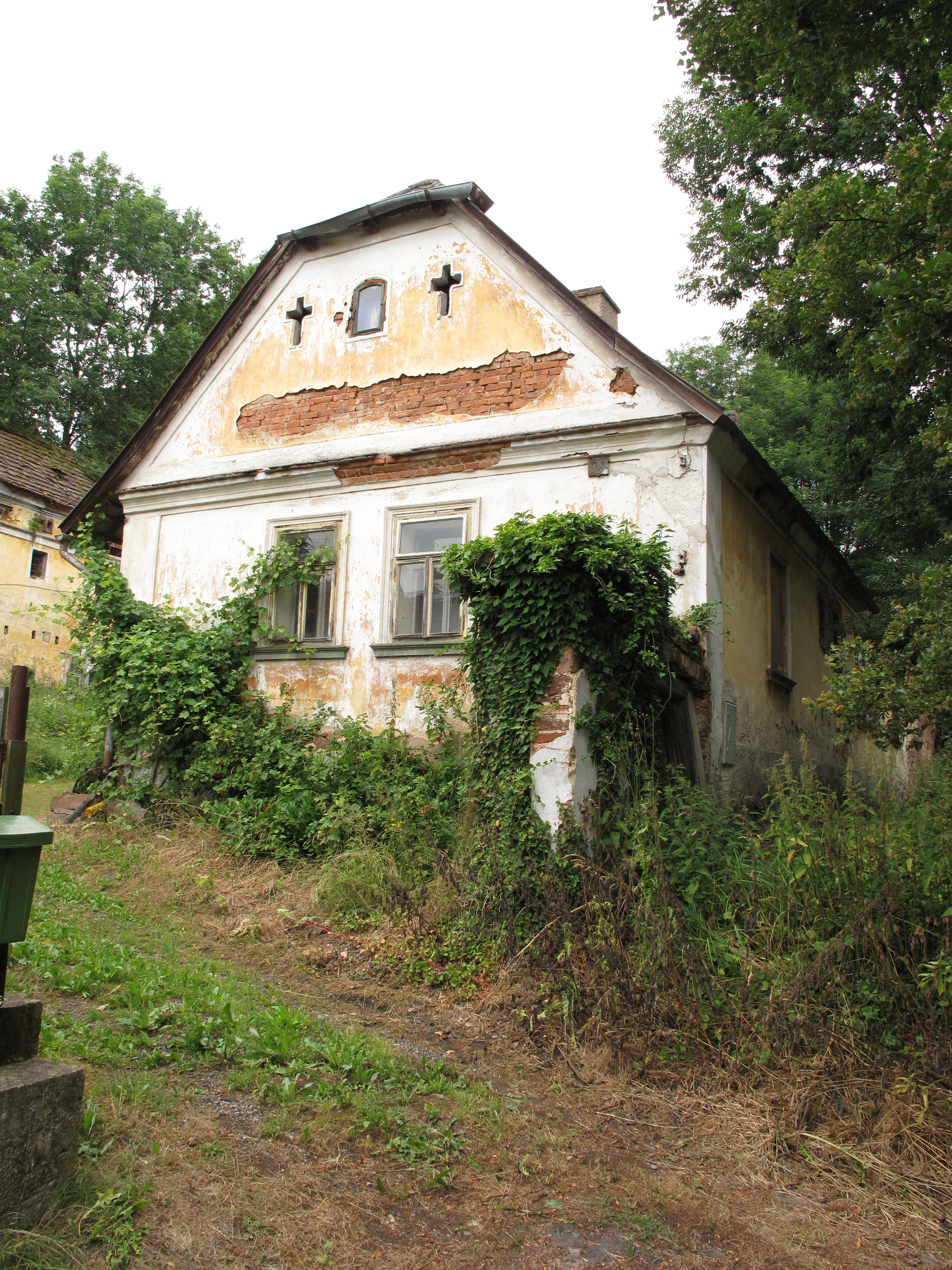
Průčelí domu
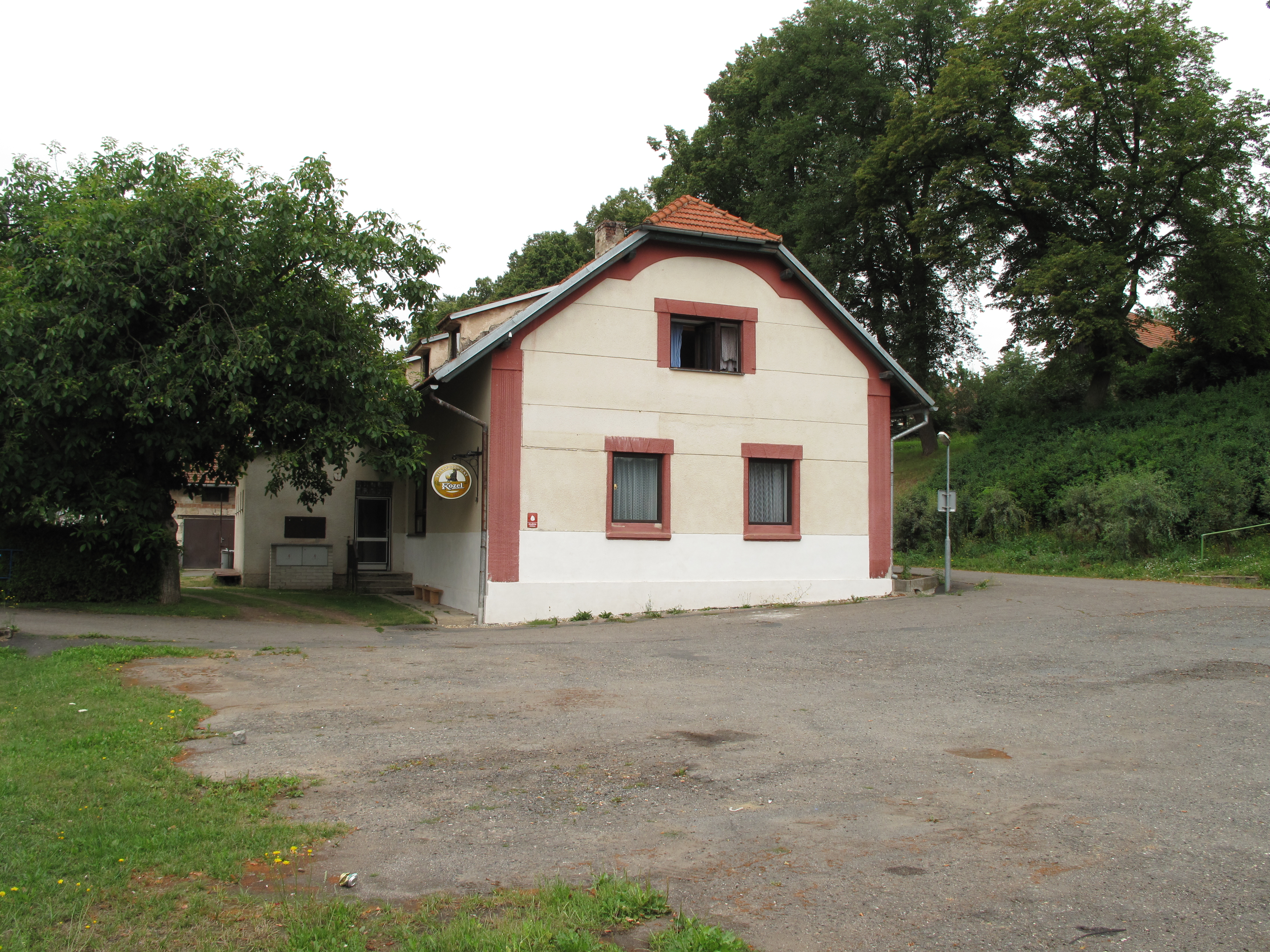
Hospoda
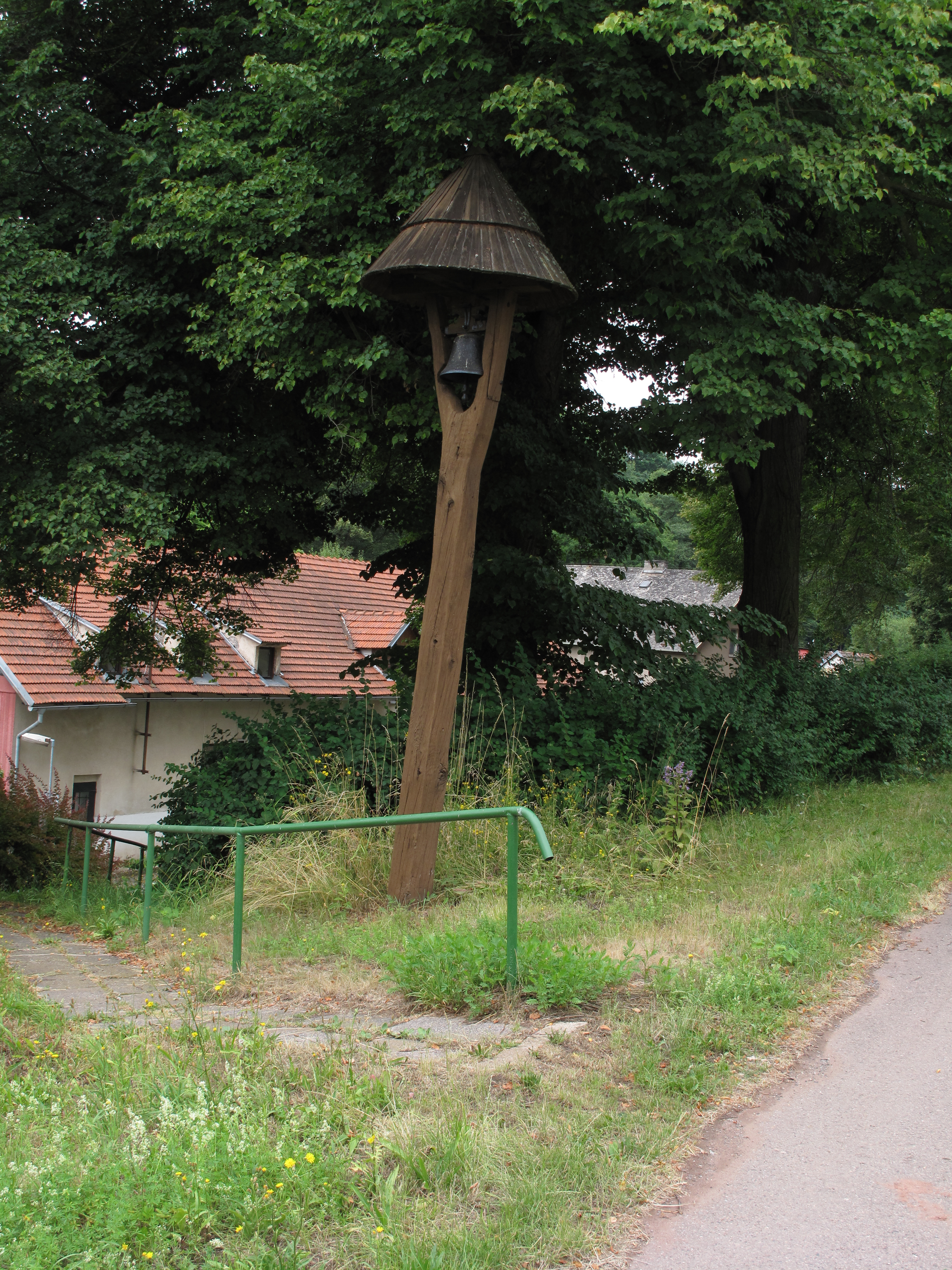
Zvonička
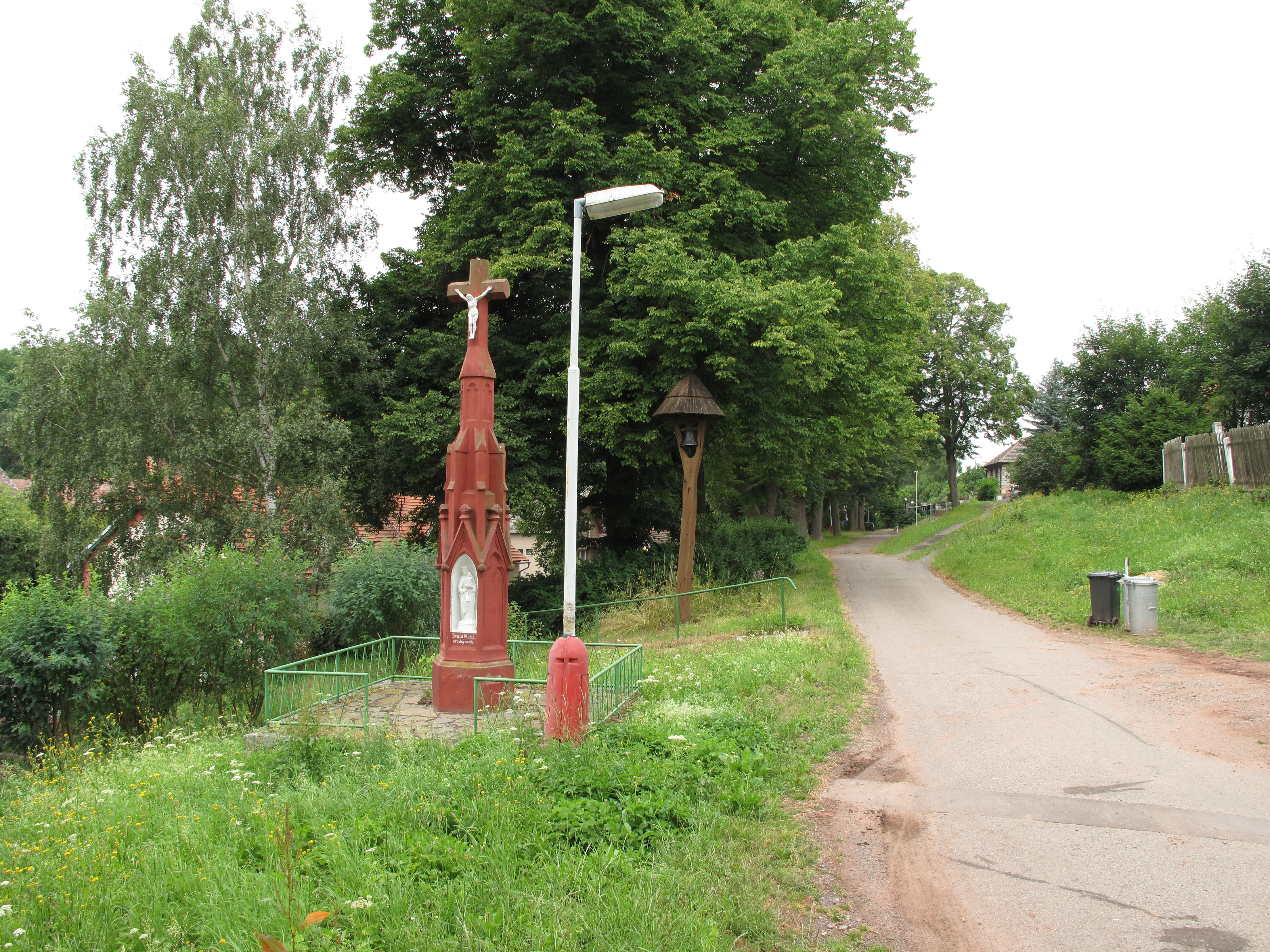
Boží muka se zvoničkou